# Chelicerca spinosa
Chelicerca spinosa är en insektsart som beskrevs av Ross 1984. Chelicerca spinosa ingår i släktet Chelicerca och familjen Anisembiidae. Inga underarter finns listade i Catalogue of Life.